# Christoph Riedl

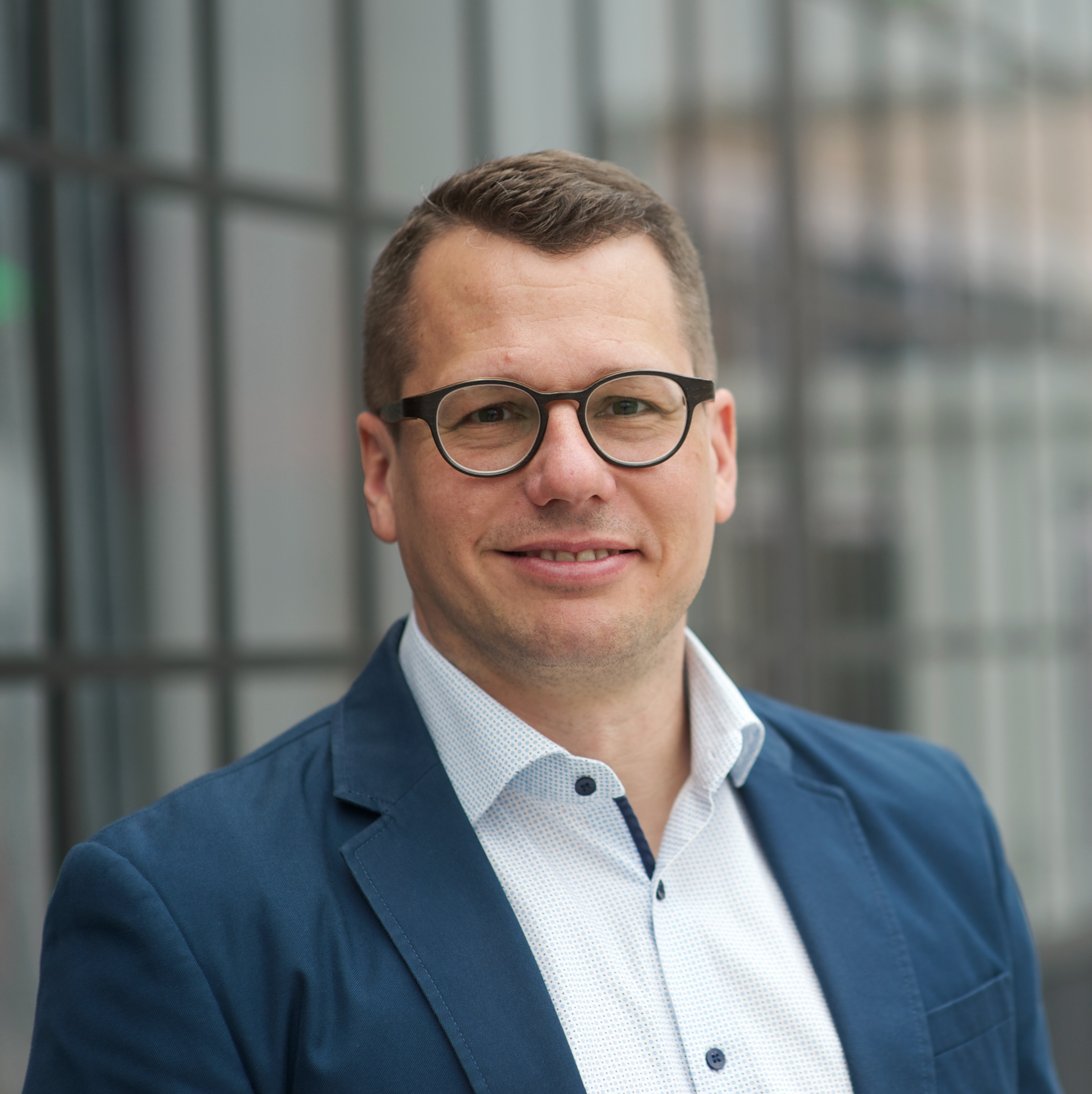
Christoph Riedl 2022

Christoph Riedl (* 24. April 1978 in Wien) ist ein österreichischer Journalist und Fernsehmoderator. Er präsentierte von 2010 bis 2017 die wöchentliche ORF-Religionssendung Orientierung. Der Kommunikationsexperte leitet seit Dezember 2017 den Bereich Solidarität, Kommunikation und Soziales der Caritas St. Pölten – seit 2021 als Generalsekretär. Außerdem ist er seit 2022 Mitglied des ORF-Publikumsrat.

## Leben
Nach dem Besuch der Höheren Bundeslehranstalt für Tourismus und wirtschaftliche Berufe in der Bergheidengasse im 13. Wiener Gemeindebezirk Hietzing arbeitete Riedl vorerst in der Tourismusbranche. Danach wurde er Leiter des Büros der Katholischen Jungschar der Diözese St. Pölten und wechselte später als Bundesgeschäftsführer nach Wien. Riedl blieb bis Juli 2007 Bundesgeschäftsführer und war in dieser Funktion auch als Vorsitzender der Bundesjugendvertretung aktiv.
Noch während seiner Zeit in der Jungschar arbeitete Riedl als Redakteur und Moderator beim ORF-Spartensender TW1, danach war er Außenpolitikredakteur der Zeit im Bild. Nach drei Jahren im aktuellen Dienst wechselte Riedl 2009 in die Religionsabteilung des ORF. Dort war er ab 2010 Hauptmoderator der Sendung Orientierung, vertretungsweise auch von weiteren Religionssendungen, u. a. kreuz und quer. Zudem moderierte er Sondersendungen zu Ereignissen mit religiösem Bezug, etwa die Berichterstattung zum Konklave 2013.
Mit 11. Dezember 2017 übernahm er die Leitung des Bereichs Solidarität, Kommunikation und Soziales der Caritas St. Pölten. Seit 1. Jänner 2021 ist Christoph Riedl Generalsekretär für Soziales, Kommunikation und Soziales der Caritas St. Pölten. Als Moderatorin der Sendung Orientierung folgte ihm Sandra Szabo nach.
Als Kommunikationsexperte war Riedl von 2019 bis Ende 2024 Mitglied des österreichischen PR-Ethik-Rates. Bei der Vollversammlung der österreichischen Bischofskonferenz im Frühjahr 2022 wurde Christoph Riedl als Vertreter der römisch-katholischen Kirche in den Publikumsrat des ORF entsandt.

## Privates
Christoph Riedl wuchs im 6. Wiener Gemeindebezirk Mariahilf auf.
Riedl war seit 2014 mit der Radiojournalistin Barbara Daser verheiratet und führte bis zur Scheidung 2019 den Doppelnamen Riedl-Daser.